# Loenen (Overbetuwe)
Loenen is een buurtschap in de gemeente Overbetuwe in de Nederlandse provincie Gelderland. Het gehucht heeft een bos en ligt aan de Waal, ongeveer 15 kilometer ten westen van Nijmegen. Het had in 2008 47 inwoners. Tot 22 mei 1854 behoorde Loenen samen met Wolferen tot de gemeente Loenen en Wolferen, waarna het opging in de gemeente Valburg. Voor de postadressen valt Loenen onder de woonplaats Slijk-Ewijk.
In Loenen ligt het gelijknamige landgoed. In de middeleeuwen stond hier het kasteel Loenen.